# Castell de Llort
El Castell de Llort és un castell medieval del terme municipal d'Espot, a la comarca del Pallars Sobirà. Fou declarat Bé Cultural d'Interès Nacional.

## Descripció
Està situat a la dreta del Riu Escrita, al costat nord de l'antic poble de Llort. És també al nord del Collet del Terrissaire, en el lloc conegut com a Camps de Llort, a la part alta i meridional del Bosc de Llort. Queda a prop i a llevant del poble d'Estaís.
Les seves restes, escasses, però visibles, són en un rocós turó envoltat de bosc. Era un castell gran, que ocupava un espai de més de 2.500 m². L'envoltava una muralla, que en alguns trams aprofitava la roca natural, i era reforçada amb torres, de les quals se'n conserva una força sencera. A l'extrem meridional hi ha restes d'una construcció que podria correspondre a l'habitatge principal del castell. Tot fa pensar en un castell feudal, amb tots ele elements que es donaven en aquests castells que alhora eren residència dels seus senyors.
Amb el Castell d'Escaló com a centre, el de Llort, juntament amb la Torrassa, el Castellot d'Estaís, i els castells d'Escart, Berrós i Llavorre, constituïa la línia defensiva d'accés meridional a la Vall d'Àneu.

## Història
Castell termenat. Documentat el 950. Hom creu que el castell de Llort ja és esmentat al segle x. El 1079, aproximadament, compareix la menció del "castro de Leort", en donació del comte Ramon al comte Arnau, pallaresos. El 1276, el castell fou donat o confiat pel comte Arnau Roger de Pallars al seu germà Bernat de Comenge. El domini directe no trigà a passar al monarca, com a punició enverd el comte de Pallars. El 1294, el comte Ramon Roger, Arnau d'Espanha i el seu fill Roger, envaint el Pallars s'apoderaren d'aquest castell i de la vall. Per aqueixos temps, el castell fou assetjat. El 1349, el comte Ramon Roger II de Pallars investí del castell de Llort a Guillem de Comenge; família, la de Comenge, que continuà senyorejant ací, al llarg del segle xiv.